# Nobuhiko Hasegawa
Nobuhiko Hasegawa, född 5 mars 1947 i Seto, Japan, död 17 november 2005 i Kiryu, var en japansk bordtennisspelare och världsmästare i singel, mixed dubbel och lag. Han var även flerfaldig asiatisk mästare i alla grenar.
Under sin karriär tog han 10 medaljer i bordtennis-VM: 5 guld, 2 silver och 3 brons.

## Meriter
- Bordtennis VM
  - 1967 i Stockholm
    - 1:a plats singel
    - 3:e plats dubbel med Mitsuru Kohno)
    - 1:a plats mixed dubbel med Noriko Yamanaka)
    - 1:a plats med det japanska laget

  - 1969 i München
    - 2:a plats dubbel med Tokio Tasaka)
    - 1:a plats mixed dubbel med Yasuko Konno)
    - 1:a plats med det japanska laget

  - 1971 i Nagoya
    - 3:e plats dubbel med Tokio Tasaka)
    - 2:a plats med det japanska laget

  - 1973 i Sarajevo
    - 3:e plats med det japanska laget

- Asiatiska mästerskapen TTFA/ATTU
  - 1967 i Singapore
    - 1:a plats singel
    - 2:a plats dubbel
    - 2:a plats mixed dubbel
    - 1:a plats med det japanska laget

  - 1968 i Jakarta
    - 3:e plats singel
    - 1:a plats dubbel
    - 1:a plats med det japanska laget

  - 1970 i Nagoya
    - 1:a plats singel
    - 1:a plats dubbel
    - 1:a plats mixed dubbel
    - 1:a plats med det japanska laget

  - 1972 i Peking
    - 1:a plats singel
    - 2:a plats dubbel
    - 1:a plats mixed dubbel
    - 1:a plats med det japanska laget

  - 1974 i Yokohama
    - 1:a plats singel
    - 1:a plats dubbel
    - 3:e plats mixed dubbel
    - 2:a plats med det japanska laget

- Asian Games
  - 1966 i Bangkok
    - 2:a plats singel
    - 2:a plats dubbel
    - 1:a plats med det japanska laget

  - 1974 i Teheran
    - 1:a plats dubbel
    - 2:a plats med det japanska laget